# Sitobion pseudoluteum
Sitobion pseudoluteum är en insektsart. Sitobion pseudoluteum ingår i släktet Sitobion och familjen långrörsbladlöss. Inga underarter finns listade i Catalogue of Life.